# Битва при Циссисе
Битва при Циссисе — первое сражение испанской кампании Второй Пунической войны, произошедшее близ Циссиса в Испании.
…Гней Корнелий Сципион, посланный с флотом и войском в Испанию, отправился от устьев Родана и, обогнув Пиренеи, пристал в Эмпориях. Высадив здесь войско, он начал с леетанов и мало-помалу подчинил Риму всё побережье до реки Ибер, то возобновляя прежние союзы, то заключая новые. Приобретя при этом славу кроткого и справедливого человека, он распространил своё влияние не только на приморские народы, но и на более дикие племена, населявшие гористую область внутри страны, и не только заключил с ними мир, но и сделал их своими союзниками и набрал среди них несколько сильных вспомогательных отрядов.
Испания по сю сторону Ибера была провинцией Ганнона; его Ганнибал оставил защищать эту страну. Полагая, что следует идти навстречу врагу, не дожидаясь всеобщего бунта, он остановился лагерем в виду неприятеля и вывел своё войско в поле. Римский полководец также счёл лучшим не откладывать сражения; зная, что ему войны с Ганноном и Газдрубалом не миновать, он предпочитал иметь дело с каждым порознь, чем с обоими вместе. Сражение было не особенно напряжённым; шесть тысяч неприятелей было убито, две тысячи взято в плен, сверх того, ещё охрана лагеря, который также был взят, и сам полководец с несколькими вельможами. При этом было завоёвано и местечко Циссис, лежавшее недалеко от лагеря; впрочем, найденная в нём добыча состояла из предметов небольшой стоимости — главным образом грубой утвари и негодных рабов. Зато захваченная в лагере добыча обогатила римских воинов, так как не только побеждённое войско, но и то, которое под знаменами Ганнибала служило в Италии, оставило всю свою более или менее ценную собственность по ту сторону Пиренеев, чтобы она не оказалась тяжёлым бременем для несущих.